# Hofstad Rodenrijs
De Hofstad Rodenrijs was een kasteel in het huidige stadsdeel Overschie van de Nederlandse stad Rotterdam, provincie Zuid-Holland.

## Geschiedenis
De oudste vermelding van het kasteel dateert uit 1302. Het slot zal echter al in het laatste kwart van de 13e eeuw zijn gebouwd en wel door de adellijke familie Rodenrise, naar wie het kasteel ook is vernoemd. Deze familie zal tevens de nabijgelegen motteburcht Rodenrijs hebben gesticht. 
Het kasteel werd als gevolg van de Hoekse en Kabeljauwse twisten op last van de graaf van Holland in 1351 afgebroken, maar is drie jaar later weer herbouwd. Tijdens de Jonker Fransenoorlog liep het kasteel schade op. Van een ridderhofstad verviel het kasteel steeds meer tot een boerenhofstede.

### Van Oldenbarnevelt
In 1592 werd Rodenrijs met 55 morgen land door Jan Roo verkocht aan de nog minderjarige Reinier van Groenevelt, waarbij Jan Roo en zijn vrouw het vruchtgebruik behielden van het land. Reiniers vader Johan van Oldenbarnevelt voerde het beheer van de de hofstad Rodenrijs uit en liet het kasteel vergroten en verfraaien.

### Buitenplaats
In 1666 werd Rodenrijs in een openbare veiling verkocht aan Pieter van Lodenstein, die er nog datzelfde jaar mee werd beleend door de ambachtsheer van Hodenpijl.
Willem Graaf van Hoogendorp erfde in 1775 het kasteel. Hij liet het in 1776 verbouwen tot een buitenplaats. Na zijn dood in 1799 werd Rodenrijs verkocht.

### Afbraak
De laatste bewoner van het kasteel was de voormalig burgemeester van Schiedam, Jan Nolet, die het kasteel in 1803 aankocht er er met zijn echtgenote J. van der Burg ging wonen. In 1830 werd het kasteel verkocht aan de familie Metzelaar en tien jaar later lieten zij Rodenrijs afbreken. De koepel en het hek werden verkocht en verhuisden naar Scheveningen. De grachten werden gedempt en het kasteelterrein werd geschikt gemaakt als akkerland.

## Beschrijving
Bij de verkoop in 1666 werd Rodenrijs omschreven als een huis met bijgebouwen, boomgaarden, hooiberg en vijvers. Het grondbezit was op dat moment ruim 22 morgen.
De beschrijving in 1800 sprak van een herenhuis met bijgebouwen als een oranjerie, koetshuis en paardenstallen. Rondom lagen vijvers, watervalletjes en sprengen, boomgaarden, moestuinen en bosschages, op een terrein van 13 morgen groot.
In de 20e en 21e eeuw zijn diverse malen restanten aangetroffen, zoals fundamenten.
Abbenbroek · Abspoel · Adegeest · Slot Alkemade ·  Altena · Arkelsburg · Bellesteyn · Huis ten Berghe · Binckhorst · Binnenhof · Blijdestein · Te Blotinghe · Boekenburg · Boekhorst · Boshuysen · Bulgersteyn · Burcht (Leiden) · Burcht (Voorne) · Slot Capelle · Coebel · Cranenburg · Crayestein · Cronesteyn · Crooswijk · Develstein · 't Huys Dever · Dirks Steenhuis · Ter Does · Duivenstein · Duivenvoorde · Endegeest · Endepoel · Foreest · Giessenburg · Gravensteen · Groot Haesebroek · 's Heeraartsberg · Hof van Wateringen · Holy · Slot Honingen · Kasteel van de Heren van Arkel · Kasteel van Gouda · Keenenburg · Kasteel Keukenhof · Klein Poelgeest · Huis te Langerak · Langestein · Huis te Liesveld · Ter Lips · De Loo · Madeburcht · Marenburch · Meerburg · Huis te Merwede · Huis ter Mey · Kasteel van der Meye · Niemandsvriend · Noordeloos · Oud-Berendrecht · Oud-Poelgeest · Oud Teylingen · Paddenpoel · Persijn · Groot Poelgeest · Hof van Putten · Puttensteyn · Landgoed De Raephorst · Kasteel Ravesteyn · Kasteel van Rhoon · Rijnegom · Rijnenburg · Huis te Riviere · Rodenburg · Hofstad Rodenrijs · Rodenrijs · Rosenburgh · Huis Roucoop · Santhorst · Schelluinderberg · Schonenburg · Kasteel van Schoonhoven · Souburgh · Spangen · Starrenburg · Huis ter Specke · Steenvoorde · Stenevelt · Slot Teylingen · Den Toll · Torenvliet · Slot Valckesteyn · Huis ter Waard · Warmont · Ter Weer · Hof van Wena · Kasteel Westerbeek · Huis te Woude · Kasteel van IJsselmonde · 't Zand · Huis Zevender · Kasteel aan de Zevender · Zijlhof · Zonneveld · Huis Zuidwijk · Zwieten